# Цинссер, Ханс
Ханс Цинссер (англ. Hans Zinsser; 17 декабря 1878, Нью-Йорк, США — 4 сентября 1940, там же) — американский врач-инфекционист, эпидемиолог, бактериолог, доктор медицины, профессор, известный своими исследованиями рецидивирования эпидемического сыпного тифа — болезни Брилла, где он сделал выводы относительно причины и эпидемиологических факторов, благодаря чему в дальнейшем эту болезнь стали называть болезнью Брилла-Цинссера.

## Биография

### Ранние годы
Цинссер родился в Нью-Йорке, в семье немецких иммигрантов, которые покинули Германию из-за поддержки ими социалистических восстаний в стране. Отец Ханса был большим промышленным химиком, что дало семье хорошие состояние. Ханс был воспитан таким образом в интеллектуальной культурной плоскости, он проводил часто лето в Европе, имел частных репетиторов, хорошо ездил верхом, играл на скрипке и свободно владел несколькими языками. В 1878 году он окончил среднюю школу Тимоти Дуайт в Верхнем Вест-Сайде Манхэттена.

### Высшее образование
Он поступил в Колумбийский университет и сначала учился в области сравнительной литературы, в соответствующем отделе, что сделал под влиянием профессора этого отдела Джорджа Вудберри. Уже через год после окончания школы Цинссер вместе с близким другом, Уильямом А. Брэдли (1878—1939) опубликовал небольшую книгу стихов. Но практическая необходимость в такой карьере, которая бы предоставила средства к существованию, была главным соображением, что привело Цинссера к поступлению в медицинскую школу в этом университете в 1899 году. Возможности для оплачиваемой работы как ученого в области литературы были сомнительные, но медицина могла позволить ему следовать своим интересам в науке и в то же время зарабатывать на жизнь.
Цинссер получил степень бакалавра в Колумбийском университете, в дальнейшем степень магистра и докторскую степень в области медицины в 1903 году. Его магистерская диссертация была посвящена изучению ранних стадий эмбриологии мыши, но он также провёл дополнительную работу по бактериологии, которая стала его первой научной публикацией. Посвящена она была изучению влиянию радия на бактерии.

### Карьера
С 1903 по 1905 год он работал врачом (англ. house physician) в больнице Рузвельта (Нью-Йорк), и после того, как два года проработал там, он присоединился к своему соученику в небольшой частной практике общей медицины в Нью-Йорке. В 1905 году он женился на Рабе Гандфорт Кунц, у них было двое детей — Ханс Гандфорт и Гретель. В 1906 году Цинссер разработал питательную среду и простой способ выращивания анаэробных микроорганизмов. В течение 1907—1910 годов он был помощником патологоанатома в больнице Святого Луки, а с 1908 года-за малой зарплаты в предыдущих местах работы стал инструктором по бактериологии в Колумбийском университете. В 1910 году он возглавил отдел бактериологии в Стэнфордском университете, профессор там же в 1911 году. С 1913 года он снова вернулся в Колумбийский университет, где стал профессором отдела бактериологии и иммунологии. Он принимал участие в работе комиссии Красного Креста в Сербии по изучению эпидемического сыпного тифа во время Первой мировой войны, служил в Американском армейском медицинском корпусе. В 1923 году в составе комиссии Красного Креста ездил в Россию, где изучал ситуацию с эпидемическим сыпным тифом. С 1923 года — в Гарвардской высшей медицинской школе как заведующий отделом (кафедрой) бактериологии и иммунологии. В 1931 году он изучал ситуацию с эпидемическим сыпным тифом в Мехико. Тогда же он написал известному французскому ученому, лауреату Нобелевской премии Шарлю Николю, что он считает имеющимися минимум три вида тифов, которые вызывают риккетсии.

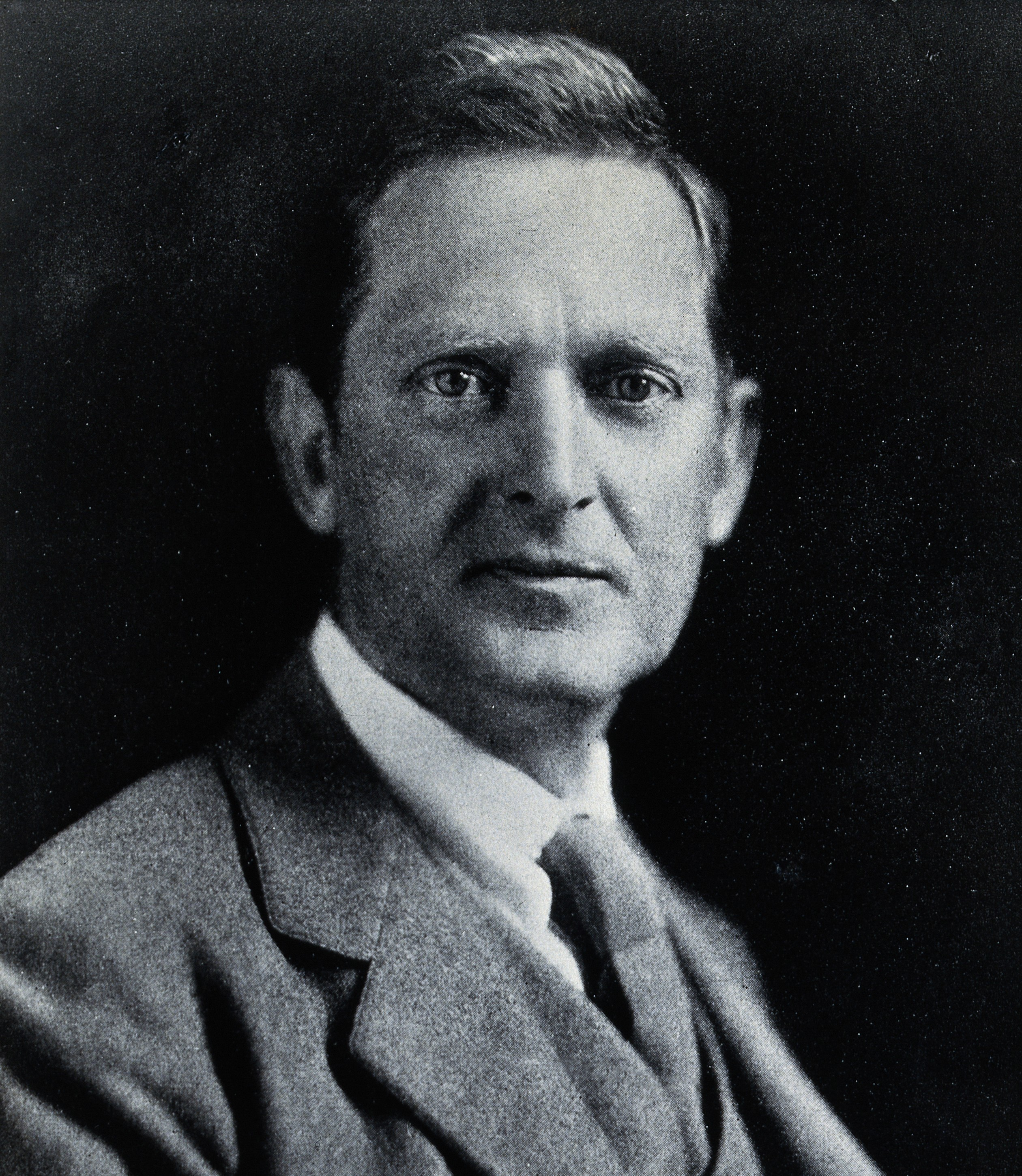
Ханс Цинссер

### Достижения
После изучения ситуации в Нью-Йорке и Бостоне, Цинссер отметил, что спорадический сыпной тиф, или болезнь Брилла происходит в основном у иммигрантов из СССР и что случаи этого заболевания протекали легко. Он предположил, что эти случаи были рецидивом этого тифа, а не результатом новых заражений. Вместе с тем он отметил, что существует еще эндемический сыпной тиф, который протекает относительно легко и может напоминать болезнь Брилла.
Он провёл в дальнейшем фундаментальные исследования этиологии эпидемического сыпного тифа, вместе с Руисом Кастаньедой обнаружил в крови больных антитела против возбудителя. В 1934 году Цинссер разработал вакцину, которая защищает от этой болезни, которую и поныне используют в медицинской практике. Он культивировал большое количество риккетсий на куриных эмбрионах. После этого возбудителей обезвреживал, а потом убитую культуру вводил добровольцам, у которых отметил появление защитных антител. Из его работ видно, что он впервые обнаружил у возбудителей те вещества, которые сегодня называют полисахаридами. Также он внес большой вклад в изучение реакций антиген-антител, патогенеза в ревматической лихорадке и морфологических свойств вирусов.
Он был помощником бактериолога Филиппа Гисса (1868—1913), и был его соавтором в написании учебника по бактериологии (англ. Text Book of Bacteriology), который выдержал более 20 переизданий. Главной публикацией Цинссера считают его научно-популярную книгу «Крысы, вши и история» (англ. Rats, Lice and History), которая была издана в 1935 году. В ней он ярко описал все известное на тот момент в отношении эпидемического сыпного тифа. Эта книга выдержала много переизданий в дальнейшем.
Он также продолжал свою литературную деятельность. На протяжении 1928—1940 годов он регулярно публиковал стихи в "Atlantic Monthly" под псевдонимом «Протоколист». В 1942 году, уже после смерти Цинссера, эти стихи были перепечатаны в сборнике.
В 1926 году был президентом Американского общества бактериологов.

### Последние годы
В 1938 году Цинссер отправился в Китай для работы в Пекинском медицинском колледже со своим бывшим студентом Сам Зи. Вместе они изучали эпидемический сыпной тиф в стране и производили достаточное количество риккетсий в целях подготовки вакцины. Во время морского путешествия обратно в США, Цинссер понял, что он болен, и заподозрил у себя лейкоз, который был подтвержден, когда он вернулся в Бостон. Это побудило его написать мемуары «I Remember Him», которые он вел от третьего лица. Их опубликовали в 1940 году в Атланте сразу после его смерти.

## Основные научные труды
- Bradley, William A. and Zinsser, Hans. Amicitia amorque. Privately printed. 1901.
- Hiss, P. H., Jr., and Zinsser, H. A Textbook of Bacteriology. First Edition. New York: D. Appleton and Co.; 1910.
- Zinsser, H. Infection and Resistance, First Edition. New York: Macmillan; 1914.
- Zinsser H, Grinell FB. Further studies on bacterial allergy: allergic reactions to the hemolytic streptococcus. J Immunol. 1925;10:725-30.
- H. Zinsser Rats, lice and history. Boston: Little, Brown & Co; 1935.
- Zinsser, H. As I Remember Him. The Biography of R. S. Boston: Little, Brown and Co.; 1940.
- Zinsser, H. Spring, Summer and Autumn, Poems. New York: Alfred A. Knopf; 1942.